# Storm Front
Albums de Billy Joel
The Bridge
(1986) River of Dreams
(1993)
Storm Front est le onzième album studio du chanteur américain Billy Joel, paru le 17 octobre 1989 chez Columbia Records.
Il atteint la première place du Billboard 200 en décembre de la même année et y comprend le titre We Didn't Start the Fire qui s'est lui-même classé premier au Billboard Hot 100 et nommé pour le Grammy Award de la chanson de l'année.

## Accueil
John McAlley pour Rolling Stone donne à l'album la note maximale de cinq étoiles. Stephen Thomas Erlewine pour AllMusic ne lui accorde quant à lui que deux étoiles, estimant que les bons morceaux sont tous sur la première moitié de l'album, et qu'en comparaison du reste de son catalogue, Storm Front marque le début de la fin.

## Titres
Toutes paroles sont écrites par Billy Joel.
1. That's Not Her Style — 5:10
2. We Didn't Start the Fire — 4:50
3. The Downeaster "Alexa" — 3:44
4. I Go to Extremes — 4:23
5. Shameless — 4:26
6. Storm Front — 5:17
7. Leningrad — 4:06
8. State of Grace — 4:30
9. When in Rome — 4:44
10. And So It Goes — 3:38